# Roter Brenner
Der Rote Brenner ist eine im Weinbau vorkommende Pflanzenkrankheit, die sich durch versengt erscheinende Flecken auf den Blättern zeigt. Sie gehört zur Familie der Brenner-Krankheiten (Anthraknose). Verursacht wird diese Krankheit durch den Pilz Pseudopezicula tracheiphila (Syn. Pseudopeziza tracheiphila Müll.-Thurg.), der je nach Auffassung zur Familie Helotiaceae, Dermateaceae und nun zu den Discinellaceae gerechnet wird. Er kann mittels Fungiziden bekämpft werden. Nicht verwechselt werden sollte der Rote Brenner mit Stagonospora curtisii, einem Schadpilz an Amaryllisgewächsen, der ebenfalls unter dem Namen Roter Brenner bekannt ist.

## Beschreibung und Biologie
Der Befall durch den Pilz zeigt sich bei weißen Rebsorten durch zunächst ölige, später bräunliche Flecken mit gelbem Rand, bei roten Rebsorten durch rubinrote Flecken. Im Gegensatz zum ähnlichen Erscheinungsbild des Falschen Mehltaus sind die Flecken stets durch Blattadern begrenzt und an den Rändern deshalb oft keilförmig. Das befallene Gewebe trocknet aus und stirbt ab.
Die Flecken entstehen dadurch, dass der Pilz die Wasserleitungen des Blattes verstopft. Die befallenen Stellen sterben dadurch ab. Bei starkem Befall fällt auch das ganze Blatt ab.
Der Pilz überwintert im abgeworfenen Laub. Im Frühling bildet er bei ausreichender Bodenfeuchtigkeit und Temperaturen über 10 °C schwärzliche, schüsselförmige Fruchtkörper mit einem Durchmesser von 0,5 mm. Diese setzen, insbesondere nach Niederschlägen im April und Mai, Nebensporen frei, die die frischen Blätter der Reben befallen. Hoher Infektionsdruck erhöht die Gefahr einer verstärkten Verrieselung der Gescheine.